# فيرجينيا هيوستن
فيرجينيا هيوستن (بالإنجليزية: Virginia Huston)‏ هي ممثلة أمريكية، ولدت في 24 أبريل 1925 في ويسنير في الولايات المتحدة، وتوفيت في 28 فبراير 1981 في سانتا مونيكا في الولايات المتحدة.

## وصلات خارجية
- فيرجينيا هيوستن على موقع IMDb (الإنجليزية)
- فيرجينيا هيوستن على موقع الموسوعة البريطانية (الإنجليزية)
- فيرجينيا هيوستن على موقع ألو سيني (الفرنسية)
- فيرجينيا هيوستن على موقع تيرنر كلاسيك موفيز (الإنجليزية)
- فيرجينيا هيوستن على موقع أول موفي (الإنجليزية)
- فيرجينيا هيوستن على موقع إن إن دي بي (الإنجليزية)
- فيرجينيا هيوستن على موقع قاعدة بيانات الفيلم (الإنجليزية)
- فيرجينيا هيوستن على موقع كينوبويسك (الروسية)